# Тургенев, Николай Иванович
Никола́й Ива́нович Турге́нев (12 (23) октября 1789, Симбирск (ныне Ульяновск) — 29 октября (10 ноября) 1871, вилла Вербуа, возле Буживаля в окрестностях Парижа) — русский экономист и публицист, активный участник движения декабристов (осуждён заочно). Один из крупнейших деятелей русского либерализма. Продолжал деятельность и в эмиграции. Младший брат Александра Ивановича Тургенева.

## Образование
Сын Ивана Петровича Тургенева (1752—1807), директора Московского университета, и жены его Екатерины Семёновны (урождённой Качаловой). Родился в 1789 году в Симбирске.
Поступил в Благородный пансион при Московском университете (1799), где неоднократно получал звание лучшего воспитанника и удостаивался наград. Дружил с Дмитрием Васильевичем Дашковым и Михаилом Васильевичем Милоновым. Окончил пансион (февраль 1806) с именной золотой медалью (имя Тургенева было занесено на особую доску в пансионе). Ранее, как старший воспитанник, начал посещать лекции в Московском университете. В мае 1808 был отправлен в Санкт-Петербург, откуда вместе с группой студентов петербургского Педагогического института выехал для продолжения образования в Гёттингенский университет, где учился до 1811 года. Занимался историей, юридическими науками и всерьёз увлёкся политической экономией и финансовым правом. В октябре 1808 года ездил в Эрфурт во время свидания императора Александра I с Наполеоном. В 1811 — начале 1812 жил в Париже. В 1811 году был посвящён в масонской ложе в Париже, впоследствии активно посещал заседания лож в России.
В 1812 году вернулся на родину, но уже в следующем году был назначен к знаменитому прусскому реформатору Генриху Фридриху Карлу фон Штейну, который в это время был уполномоченным от русского и австрийского императоров, а также прусского короля по организации Германии. Тургенев вернулся в Россию только через три года. Постоянные сношения с Штейном содействовали расширению кругозора Тургенева. Штейн говорил о Тургеневе, что его имя «равносильно с именами честности и чести». Пребывание в Германии и беседы с Штейном способствовали развитию взглядов Тургенева и на крестьянский вопрос.

## «Опыт теории налогов»
В конце 1818 года Тургенев издал свою книгу «Опыт теории налогов», в которой местами затрагивал крепостное право в России. Наряду с общими взглядами на крепостное право Тургенев считал лучшим средством для уменьшения количества ассигнаций «продажу государственных имуществ вместе с крестьянами». Он предлагал при этом определить законом права и обязанности как этих крестьян, так и их новых помещиков и таким образом подать «прекрасный и благодетельный пример всем помещикам вообще». Что касается общих финансовых взглядов Тургенева, высказанных в «Теории налогов», то он советовал стремиться к полной свободе торговли, энергично протестовал против высоких таможенных пошлин, утверждал, что правительство должно стараться, насколько возможно, уменьшать тяжесть налогов на «простой народ», высказывался против освобождения от налогов дворянства и в подтверждение своей мысли ссылался на обложение земель этого сословия в Пруссии. По мнению Тургенева, налог должен взиматься с чистого дохода, а не с рабочей платы, а подушные подати — «следы необразованности предшествовавших времён». Кроме того, им предлагалось освобождение первых потребностей от обложения налогами (налоговый вычет). Неисправные плательщики не должны были подвергаться телесным наказаниям, так как налоги следовало брать «не с лица подданного, а с его имения». Он считал, следует избегать при этом и лишения свободы, как совершенно нецелесообразного средства. При введении перемен, касающихся благосостояния всего государства, следовало, по мнению Тургенева, более сообразоваться с выгодами помещиков и земледельцев, чем купцов. По его мнению, зажиточность народа, а не существование множества фабрик и мануфактур составляет главный признак народного благосостояния. Успешность взимания налогов, кроме народного богатства, зависит и от образа правления государства и «духа народного»: «готовность уплачивать налоги всего более видна в республиках, отвращение к налогам — в государствах деспотических». Тургенев оканчивал свою книгу следующими словами: «усовершенствование системы кредита пойдет наряду с усовершенствованием политического законодательства, в особенности с усовершенствованием представительства народа».
На обороте титульного листа книги было напечатано распоряжение автора: «Сочинитель, принимая на себя все издержки печатания сей книги, предоставляет деньги, которые будут выручаться за продажу оной, в пользу содержащихся в тюрьме крестьян за недоимки в платежах налогов». По свидетельствам сподвижников данное распоряжение свидетельствовало о недостаточно глубоком знакомстве Тургенева с российским законодательством того времени. Декабрист Александр Михайлович Муравьёв писал в мемуарах «Мой журнал» («Mon Jornal»): «Николай Тургенев объявил в первом издании „Опыта о налогах“, что деньги, вырученные от продажи книги, назначаются для выкупа крепостных крестьян, посаженных в тюрьму за долги, между тем как крестьяне не могли сидеть в тюрьме за долги, по закону им можно было дать взаймы не более 5 рублей».
Книга Тургенева имела совершенно небывалый в России для таких серьёзных сочинений успех: она вышла в свет в ноябре 1818 года, и уже к концу года была почти вся распродана, а в мае 1819 года появилось её второе издание. После 1825 года она была запрещена: её разыскивали и отбирали все найденные экземпляры.

## Записка о крепостном праве
Летом 1818 года Тургенев отправился в симбирскую деревню Тургенево, которая принадлежала ему вместе с двумя братьями, и заменил там барщину оброком. При этом крестьяне обязались уплачивать две трети прежнего дохода. Несколько позднее он заключил с крестьянами соглашение, которое впоследствии уподоблял договорам, заключаемым на основании указа 2 апреля 1842 года при отпуске крестьян в обязанные.
В 1819 году санкт-петербургский генерал-губернатор Михаил Андреевич Милорадович поручил Тургеневу составить записку о крепостном праве, которую должен был представить императору. В составленной Тургеневым записке, тот указывал, что правительство должно взять на себя инициативу относительно ограничения крепостного права и устранить обременение крестьян чрезмерной барщиной, продажу людей поодиночке и жестокое с ними обращение, а самим крестьянам должно быть предоставлено право жаловаться на помещиков. Кроме указанных мер, Тургенев предложил сделать некоторые изменения в законе 1803 года о «свободных хлебопашцах» и разрешить помещикам удерживать за собой право собственности на землю при заключении с крестьянами добровольных условий, то есть освобождать целые вотчины без земли, а крестьянам предоставить право перехода. Осуществление её подорвало бы влияние закона 1803 года, который препятствовал обезземелению вотчин при их освобождении. По прочтении записки Тургенева государь выразил ей своё одобрение и сказал Милорадовичу, что, выбрав из собранных им проектов всё самое лучшее, он наконец «сделает что-нибудь» для крепостных крестьян. Однако только в 1833 году запрещено было продавать людей отдельно от их семейств, а в 1841 году — покупать крепостных без земли всем не имеющим населённых имений. Размер и виды наказаний, которым помещик мог подвергать своих крестьян, были впервые определены в 1846 году. Для осуществления своей любимой мысли об уничтожении крепостного права Тургенев считал крайне важным содействие поэтов и писателей и многим из них доказывал, что необходимо писать на эту тему.

## Союз Благоденствия
В 1819 году Тургенев стал членом «Союза Благоденствия». В начале 1820 года по предложению Пестеля в Петербурге было проведено собрание коренной думы «Союза Благоденствия», где шли горячие прения о том, какая форма правления должна быть в России: республика или монархия. Когда очередь дошла до Тургенева, он сказал: «un président sans phrases», и при голосовании все единогласно высказались за республику. Однако позднее в проектах петербургских членов тайного общества преобладало стремление к ограниченной монархии.
Некоторые члены «Союза Благоденствия», находя его деятельность недостаточно энергичной, пришли к мысли о необходимости закрыть или преобразовать его. В январе 1821 года в Москве с этой целью собралось около 20 членов общества, среди которых были Тургенев, Якушкин, Фонвизины и другие. Решено было изменить не только устав общества, но и состав его (так как получены были сведения, что правительству известно о его существовании), объявив повсеместно, что «Союз Благоденствия» прекращает навсегда своё существование. Таким образом ненадёжных членов удаляли из общества. Якушкин в своих записках утверждает, что при этом был составлен новый устав, который разделялся на две части: в первой — для вновь вступающих предлагались те же филантропические цели, как в прежнем уставе; вторую же часть, по свидетельству Якушкина, написал Тургенев для членов высшего разряда; здесь уже было прямо сказано, что цель общества состоит в том, чтобы ограничить самодержавие в России, для чего признавалось необходимым действовать на войска и приготовить их на всякий случай. На первый раз положено было учредить четыре главных думы: одну в Петербурге, другую в Москве, третью должен был образовать в Смоленской губернии Якушкин, четвёртую брался привести в порядок в Тульчине Иван Григорьевич Бурцев. На более многолюдном собрании членов общества Тургенев, как президент собрания, объявил, что «Союз Благоденствия» более не существует, и изложил причины его уничтожения. Вернувшись в Петербург, Тургенев объявил, что члены, бывшие на съезде в Москве, нашли необходимым прекратить деятельность «Союза Благоденствия».
Михаил Александрович Фонвизин в своих записках говорит, что «упразднение было мнимое» и союз «остался тем же, чем был, но членам его было предписано поступать осторожнее». Тургенев в письме к редактору «Колокола» (1863) по поводу записок Якушкина, напечатанных в предшествующем году, решительно отрицал составление им второй части устава общества и говорил, что он составил лишь записку об образовании в Москве, Петербурге и Смоленске комитетов из бывших членов общества для распространения идеи об освобождении крестьян, впоследствии он суживал и ослаблял своё участие в тайном обществе.

## Тургенев и Северное общество декабристов
Якушкин утверждал, что в новом обществе, созданном главным образом энергией Никиты Муравьева (как видно из других источников, лишь в 1822 году), Тургенев присутствовал «на многих совещаниях». Напротив, сам Тургенев совершенно отрицал своё участие в тайном обществе после закрытия «Союза Благоденствия». Однако историк правления Александра I Модест Иванович Богданович на основании неизданных показаний некоторых декабристов утверждал, что Тургенев вместе с Никитой Михайловичем Муравьёвым и Евгением Петровичем Оболенским был выбран в 1822 году членом думы «Северного Общества». В следующем году он снова был избран единогласно, но отказался от избрания вследствие расстройства здоровья. На совещании у Митькова (которого, как видно из писем Николая Тургенева к братьям, он принял в общество, хотя впоследствии утверждал, что никого в общество не принимал) Тургенев читал проект о составе и устройстве общества, разделяя его членов на соединённых (младших) и убеждённых (старших). Только с отъездом за границу Тургенев совершенно прекратил сношения с тайным обществом. Свидетельство Якушкина и рассказ Богдановича в самом главном (то есть относительно участия Тургенева в тайном обществе и после съезда в Москве) подтверждаются и показаниями Сергея Григорьевича Волконского в его воспоминаниях:
В ежегодные мои поездки в Петербург (уже после съезда в Москве), я не только имел с Тургеневым свидания и разговоры, но было постановлено Южной думой давать ему полный отчёт о наших действиях, и он Южной думой почитался, как усерднейший деятель. — Я помню, что во время одного из этих свиданий, при рассказе о действиях Южной думы, он спросил меня: "А что, князь, приготовили ли вы вашу бригаду к восстанию при начале нашего общего дела?… В предварительных уставах разные части управления были розданы для обработки разным лицам; судопроизводственные и финансовые части были поручены Тургеневу… Труды Тургенева не попались в руки правительству, но… все, что печатно высказано им о финансах и судопроизводстве для России во время его… пребывания в чужих краях, есть свод того, что им приготовлено было для применения при перевороте
Разногласие между тем, как было дело в действительности, и тем, что писал Тургенев в своей книге «La Russie et les Russes» (1847), можно объяснить лишь желанием представить вообще в смягченном виде деятельность тайных обществ, члены которых томились ещё в то время в Сибири. На «оправдательную записку», помещенную им в первом томе этого труда, скорее всего, следует смотреть не как на исторический источник, а как на речь адвоката, который опровергает обвинения, заключающиеся в «Донесении следственной комиссии». Даже в 1860-х гг. Тургенев, может быть, полагал, что не настало ещё время с полной откровенностью говорить о тайном обществе. В одной своей брошюре 1867 года он писал:

Я всегда очень хладнокровно смотрел на неожиданный перелом, последовавший тогда в моей жизни; но в то время, когда я писал («La Russie et les Russes»), люди, которых я почитал лучшими, благороднейшими людьми на свете и в невинности коих я был убежден, как в моей собственной, томились в Сибири. Вот что меня мучило… Иные из них ничего не знали о бунте… За что их осудили? За слова и за слова… Допустив даже, что эти слова были приняты за умысел, осуждение остаётся неправильным, противозаконным… К тому же слова, на коих основывается осуждение, были произносимы в течение нескольких лет только весьма немногими и всегда притом опровергаемы другими

В уже упомянутом письме 1863 года Тургенев писал:

Какая участь постигла Пестеля, которого следствие и суд признали наиболее виновным? Положим, что все приписываемые ему показания справедливы. Но что он совершил, что сделал? Ровно ничего! Что сделали все те, кои жили в Москве и в различных местах империи, не зная, что делается в Петербурге? Ничего! Между тем казнь, ссылка и их не миновали. Итак, эти люди пострадали за свои мнения или за слова, за которые никто и ответственности подлежать не может, когда слова не были произнесены во всеуслышание

Таким образом, Тургенев продолжал участвовать в тайном обществе и после 1821 года и именно его участию в совещаниях членов общества в значительной степени следует приписать обдуманность того плана государственных преобразований, который был найден в бумагах князя Трубецкого и который был весьма сходен с проектом Никиты Муравьева. В состав плана входили: свобода печати, свобода богослужения, уничтожение владения крепостными людьми, равенство всех граждан перед законом, и потому отмена военных судов и всяких судных комиссий, предоставление права каждому из граждан избирать род занятий и занимать всякие должности, сложение подушных податей и недоимок, уничтожение рекрутской повинности и военных поселений, сокращение срока службы для нижних чинов и уравнение воинской повинности между всеми сословиями (конскрипция), учреждение волостных, уездных, губернских и областных управлений и назначение в них членов по выбору взамен всех чиновников, гласность суда, введение присяжных в суды уголовные и гражданские. Большинство этих основных начал были и во всех позднейших трудах Тургенева. В планы членов Северного общества входило также распущение постоянной армии и образование внутренней народной стражи. В том же проекте, найденном в бумагах кн. Трубецкого, трактовалось, между прочим, о народном вече, о палате представителей, о верховной думе и власти императора.

## Государственная деятельность
С момента возвращения в Россию в 1816 году Тургенев служил в комиссии составления законов, в министерстве финансов и в канцелярии Государственного совета, где был помощником статс-секретаря. До 1824 проживал в доме Александра Николаевича Голицына на набережной Фонтанки, 20. Его служебная деятельность была особенно полезна во всём том, что касалось крестьянского дела. В следующем году здоровье Тургенева потребовало продолжительного заграничного отпуска.
Летом 1825 году он получил за границей письмо от министра финансов Егора Францевича Канкрина, который по высочайшему повелению предлагал ему в своём министерстве место директора департамента мануфактур. Это показывает, что император Александр I продолжал относиться к нему благосклонно. Однажды царь сказал: «Если бы верить всему, что о нём говорили и повторяли, было бы за что его уничтожить. Я знаю его крайние мнения, но я знаю также, что он честный человек, и этого для меня достаточно». Тургенев отклонил предложение Канкрина, так как он не сочувствовал его намерениям во что бы то ни стало покровительствовать промышленности. Этот отказ спас его.

## Привлечение к суду и заочное осуждение
В январе 1826 года Тургенев отправился в Англию и там узнал, что он привлечён к делу декабристов. Он поспешил послать в Петербург по почте объяснительную записку относительно своего участия в тайных обществах. В ней он утверждал, что был членом только «Союза Благоденствия», который уже давно закрыт, объяснял характер этого общества и настаивал на том, что не принадлежал ни к какому другому секретному союзу, не имея никаких сношений, ни письменных, ни личных, с участниками позднейших тайных обществ и, будучи совершенно чуждым событиям 14 декабря, он не может отвечать за то, что произошло без его ведома и в его отсутствие.
Вскоре после того к Тургеневу явился секретарь русского посольства в Лондоне князь Александр Михайлович Горчаков и передал ему приглашение от графа Карла Васильевича Нессельроде (по повелению Николая) предстать пред верховным судом, с предупреждением, что если он откажется явиться, то будет судим как государственный преступник. Тургенев ответил, что недавно посланная им объяснительная записка относительно его участия в тайных обществах делает его присутствие в Петербурге совершенно излишним; к тому же и состояние его здоровья не позволяет ему предпринять такое путешествие. Тогда Горчаков показал депешу графа Нессельроде русскому поверенному в делах, чтобы он в случае отказа Тургенева явиться поставил на вид английскому министерству, «какого рода людям оно даёт убежище». Оказалось, что у английского министра Джорджа Каннинга требовали выдачи Тургенева, но без успеха.
Позднее Тургенев узнал, что русским посланникам на всём Европейском континенте было предписано арестовать его, где бы он ни оказался; думали даже схватить его в Англии при помощи секретных агентов. Слухи о том, что Англия выдала Тургенева Николаю I и декабриста морем привезли в Петербург, непосредственно повлияли на написание Пушкиным знаменитого стихотворения, обращенного к Петру Андреевичу Вяземскому:

Так море, древний душегубец,
Воспламеняет гений твой?
Ты славишь лирой золотой
Нептуна грозного трезубец.
Не славь его. В наш гнусный век
Седой Нептун Земли союзник.
На всех стихиях человек
Тиран, предатель или узник.

Верховный уголовный суд нашёл, что «действ. стат. сов. Тургенев, по показаниям 24 соучастников, был деятельным членом тайного общества, участвовал в учреждении, восстановлении, совещаниях и распространении оного привлечением других, равно участвовал в умысле ввести республиканское правление и, удалясь за границу, он, по призыву правительства, к оправданию не явился, чем и подтвердил сделанные на него показания».
Суд приговорил Тургенева к смертной казни, а император повелел, лишив его чинов и дворянства, сослать вечно в каторжную работу.

## Жизнь за границей
Тургенев очень бодро перенёс нанесённый ему удар и лишь под влиянием советов своего старшего брата Александра послал в апреле 1827 года краткое письмо к императору Николаю, в котором признавал себя виновным только в неявке и объяснял, что против него существовало предубеждение и потому он не мог думать, что его будут судить беспристрастно, тем более, что само правительство ещё прежде решения суда признало его преступником. Кроме того, Жуковский, приятель братьев Тургеневых, в том же году представил государю подробную оправдательную записку Тургенева и свою записку о нём, которую заканчивал просьбой, если нельзя уничтожить приговор («по крайней мере теперь»), то повелеть нашим миссиям не тревожить Тургенева нигде в Европе. Однако ходатайство Жуковского не увенчалось успехом, и ещё в 1830 году Тургенев не имел права пребывания на континенте, но уже в 1833 году он жил в Париже.
В первые двадцать лет заграничной жизни Тургенева его брат Александр всеми средствами добивался его оправдания. В 1837 году, чтобы устроить материальное положение брата Николая и его семьи, Александр Тургенев продал родовое симбирское имение Тургенево, получив за него весьма значительную сумму; точный размер её неизвестен, но в 1835 году оно было запродано другому лицу за 412000 рублей ассигнациями. Имение перешло в руки двоюродного брата Бориса Петровича, который дал честное слово «любить и жаловать крестьян», но тем не менее это была всё-таки продажа крестьян, против которой в эпоху Александра I оба брата всегда возмущались. В объяснение (но не в оправдание) этого факта следует, впрочем, упомянуть, что по смерти Александра его брат Николай, как государственный преступник, не мог бы унаследовать имения и остался бы с семьёй без всяких средств.

## «Россия и русские»
В 1842 г. Тургенев Н. И. окончил большую часть труда, состоявшего из воспоминаний об участии в тайном обществе и описания социального и политического устройства России; но не издавал её до смерти брата Александра, чтобы не повредить ему. Особенно настаивал на этом Жуковский, вообще не советовавший печатать записки Тургенева за границей, а предлагавший послать их императору Николаю, «примирившись с ним мысленно», чтобы довести известные истины и факты «до души императора». Смерть брата (1845) развязала руки Тургенева, и, прибавив к рукописи отдел под названием «Pia Desideria», заключавший планы желательных преобразований, он напечатал свой труд в 1847 г. под заглавием «La Russie et les Russes», в трёх томах. Самые важные отделы этого сочинения посвящены двум главным вопросам, наиболее интересовавшим Т.: уничтожению крепостного права и преобразованию государственного строя России. Этот труд Тургенева был единственным сочинением в эпоху имп. Николая, в котором русский политический либерализм получил довольно полное выражение. В третьей части этой книги автор представляет обширный план реформ, которые разделяет на две категории: 1) такие, которые возможны при существовании самодержавия, и 2) входящие в состав необходимых, по его мнению, политических реформ. К числу первых он относит освобождение крестьян, которое ставит на первом месте; затем следуют: устройство судебной части со введением суда присяжных и уничтожением телесных наказаний; устройство административной части на основе выборного начала, с установлением местного самоуправления, расширение свободы печати и проч. Ко второй категории, то есть к числу принципов, которые должны быть освящены основным русским законом (Тургенев называет его «Русской Правдой», подобно тому как и Пестель озаглавил свой проект государственных преобразований), автор относит равенство перед законом, свободу слова и печати, свободу совести, представительную форму правления (причём он отдаёт предпочтение установлению одной камеры и считает совершенно не соответствующим условиям нашего быта стремление водворить у нас аристократию); сюда он причисляет также ответственность министров и независимость судебной власти. Выборы в «народную думу» Тургенев предполагал устроить таким образом: он считал достаточным, чтобы при 50-миллионном населении России был миллион избирателей с распределением их между 200 избирательными коллегиями. Избирателями могут быть учёные и все занимающиеся общественным воспитанием и обучением, чиновники, начиная с известного разряда, все занимающие должности по выбору, офицеры, художники, имеющие мастерские и учеников, купцы, фабриканты, наконец, ремесленники, имевшие мастерскую в течение нескольких лет. Что касается права быть избирателем на основании владения поземельной собственностью, то автор предполагает установить известный размер её, неодинаковый в различных местностях России. Дома известной ценности также должны давать право быть избирателями. Об участии крестьянских общин в избрании депутатов в народную думу автор не упоминает, но оговаривается, что лица духовные не должны быть лишены права участия в выборах. При оценке плана Тургенева нужно не забывать, что и во Франции во время издания его труда было весьма ограниченное число избирателей. Тургенев уделяет много места описанию положения крестьян вообще и решению вопроса об уничтожении крепостного права. Ещё до отъезда из России ему приходило в голову, что для выкупа крепостных правительство могло бы сделать заём за границей. Другое предположение состояло в том, чтобы выпустить выкупные свидетельства, представляющие ценность земель и приносящие 5 %: деньги, ими заменённые, могли быть выданы в заём пожелавшим выкупиться крестьянам, которые вносили бы по 6 и более рублей на сто на уплату процентов и на погашение долга. Однако, не довольствуясь постепенным выкупом на свободу, Тургенев советует прямо приступить к окончательному освобождению крестьян, которое может быть или только личное, или с предоставлением в собственность или владение известного участка земли. При личном освобождении придётся только восстановить свободу перехода крестьян в известное время года, причём необходимо будет заменить подушную подать поземельным налогом. Личное освобождение он считает наиболее возможным и осуществимым. В третьем томе Тургенев несколько решительнее высказывается за освобождение с землёй, при чём, однако, в виде наибольшего размера надела предлагает 1 десятину на душу или 3 десятины на тягло. Предлагая весьма ничтожный maximum надела, автор, по крайней мере, не находит нужным давать за него помещикам какое-либо вознаграждение, точно так же, как и за личное их освобождение. Таким образом, земельный надел, предложенный Тургеневым, сходен с тем даровым наделением в размере 1/4 высшего надела, которое (по настоянию кн. Гагарина) проникло в положение 19 февраля и так неблагоприятно отразилось на экономическом положении принявших его крестьян. Тургенев отчасти потому недостаточно энергично защищал необходимость наделения крестьян землёй, что он не понимал ещё в то время всей пользы общинного землевладения, при существовании которого ему казалось менее значительным различие между освобождением с землёй и без земли. Отрицательное отношение Тургенева к общине находилось в связи с таким же отношением к социалистическим теориям. Он считал утопией ещё социалистические мечты Пестеля. В своей главной книге он обозвал тех, которые стремятся к «организации труда», «католиками промышленности», потому что они, по его мнению, желают приложить к промышленности католические принципы «власти и единообразия». В одной своей политической брошюре (1848) он говорит: «социалистические и коммунистические учения хотели бы возвратить народы к варварству». А между тем, у него было всё-таки некоторое понимание положительного значения социализма. Так, когда в 1843 г. князь Вяземский очень цинично отозвался о «социальных гуманных идеях», Тургенев в письме к брату, высказав Вяземскому резкое порицание, писал: «Я нахожу в этих ещё грубых и необтёсанных идеях первые порывы совести человеческой к дальнейшему усовершенствованию состояния человека и обществ человеческих. Ко всем политическим предметам примешиваются теперь вопросы социальные», которые «ещё в младенчестве, но пренебрегать ими нельзя… Источник всех сих, ещё не созревших теорий, всех сих заблуждений, свят: это есть желание добра человечеству».

## Амнистия. Публикации о крестьянском вопросе
С восшествием на престол Александра II Тургеневу были возвращены его чин и дворянство. После того он три раза посетил Россию — в 1857, 1859 и 1864 гг. Умер он 29 октября 1871 г. в возрасте 82-х лет, тихо, почти внезапно, без предварительной болезни, в своей вилле Вербуа в окрестностях Парижа. Его дальний родственник Иван Сергеевич Тургенев написал некролог.
В царствование Александра II Тургенев принял деятельное участие в обсуждении вопроса об уничтожении крепостного права, напечатав несколько брошюр и статей по этому предмету на русском и французском языках (некоторые без имени автора). В 1858 г. он издал брошюру под названием «Пора», в которой доказывал неудобство переходных, подготовительных мер и необходимость и выгодность мер быстрых и решительных, невозможность выкупа ни правительством, ни самими крестьянами и повторял своё предложение об уступке им небольших наделов. В брошюре «О силе и действии рескриптов 20 ноября 1857 г.» Т. советовал содействовать заключению добровольных сделок. В «Колоколе» (1858) он доказывал несправедливость выкупа как личности крестьянина, так и земли, и опасность выпуска слишком большого количества облигаций для удовлетворения помещиков, так как ценность их может быстро упасть. В изданной в следующем году книжке «Вопрос освобождения и вопрос управления крестьян» автор предлагал установить годовой срок для добровольных сделок между помещиками и крестьянами, а затем объявить обязательное освобождение их на следующих условиях: крестьянам в течение года отводится 1/3 всех земель, за исключением всех лесов, но она не должна превосходить 3 дес. на тягло, или 1 1/5 дес. на душу, со включением в это число усадебной земли, при чём 1/3 долгов, лежащих на отведённых землях, должна быть принята на счёт казны, а владельцам незаложенных имений соответственная сумма выплачивается деньгами. В этой книжке Т. впервые предлагает сохранить при освобождении крестьян общинное землевладение и дать ему большее развитие, так как, несмотря на некоторые вредные его стороны, оно сыграло важную роль в истории наших крестьян и к тому же сильно облегчает и ускоряет их освобождение. По истечении двух лет крепостное право должно быть уничтожено. В статье, помещ. в «Колоколе» 1859 г., Тургенев доказывает, что не крестьянам следует выкупаться на свободу, а помещикам нужно искупить несправедливость крепостного права. Упразднить его должна самодержавная власть, участие же самих помещиков в деле реформы мало желательно, как показал опыт прибалтийских губерний. Здесь автор изменил свой прежний взгляд на вопрос о вознаграждении помещикам, «так как его требовали со всех сторон», хотя продолжал считать его несправедливым. Приняв во внимание оценку имений при закладе их в кредитных учреждениях, Т. предлагает установить повсеместно размер вознаграждения в 26 руб. за десятину. В 1860 г. Тургенев издал на французском языке «Последнее слово об освобождении крепостных крестьян в России», где, сравнивая свои мнения с проектом редакционных комиссий, находит свою систему малых, но даровых наделов более удобной, чем наделение на душу (как предлагали редакционные комиссии) 2-5 дес., но с выкупом их самими крестьянами. Он признает, что при осуществлении его предложения многие крестьяне обратятся в батраков, но, по его мнению, пролетариат должен все равно возникнуть в России, так как общинное землевладение непременно исчезнет после уничтожения крепостного права. Неудобство больших выкупаемых наделов состоит и в том, что если гарантировать взносы выкупных платежей круговой порукой, то крестьянин останется в сущности прикрепленным к земле, так как община не выпустит своего члена, пока он не уплатит своей части выкупа. Система малых наделов удобна ещё тем, что освобождение крестьян могло быть произведено чрезвычайно быстро. Доказывая, что крестьяне имеют право бесплатно получить малый земельный надел, Т. ссылается на пример Пруссии, а также и на то, что наши помещики имеют известные обязательства относительно крестьян — прокормление их во время неурожаев и ответственность за уплату ими податей; так что, как доказала периодическая печать, крестьяне являются, в сущности, совладельцами земли.
Тургеневу представился случай применить свои взгляды. Он получил в наследство небольшое имение (в Каширском уезде Тульской губ.), в котором крестьяне (181 душа муж. п.) находились частью на барщине, частью на оброке. Барщинные пожелали перейти на оброк, который и был установлен (1859) в размере 20 рублей с тягла. Т. предложил, и они согласились платить столько же, но на других основаниях: 1/3 земель, со включением усадеб, отводится крестьянам, а остальные 2/3, за исключением усадьбы помещика и леса, отдаются им в аренду по 4 руб. за десятину. Тургенев признает, что арендная плата несколько высока, так как в окрестных местностях земля отдавалась не более как по 3 руб. за десятину, но, принимая во внимание дарственный надел, равный 1/3 земель, он считал эту плату справедливой. Нужно заметить, что крестьяне получили в дар менее 3 дес. на семейство, то есть менее того maximum’a надела, который предлагал в своих сочинениях сам Тургенев Впрочем, в договоре с крестьянами было сказано, что если условия освобождения, установленные правительством, будут для них выгоднее, то они могут принять их вместо назначенных в договоре; да к тому же Тургенев устроил в этом имении школу, больницу и богадельню, а также обеспечил безбедное существование церковного причта.
В брошюре «О новом устройстве крестьян» (1861), вышедшей уже после обнародования Положения 19 февраля, Тургенев ещё продолжает защищать свою систему малых наделов, но уже допускает (хотя прежде считал это нежелательным), чтобы крестьянин сверх полученного в собственность надела имел право на постоянное пользование за известные повинности или даже на выкуп надела дополнительного до размера, установляемого новым Положением. Тургенев поражен, что составители этого Положения допустили сохранение телесных наказаний; против них он постоянно ратовал, между прочим и в изданной незадолго перед тем брошюре «О суде присяжных и о судах полицейских в России» (1860).

## Проекты политической реформы
Дожив до осуществления самой заветной своей мечты, Тургенев не переставал работать, продолжая указывать на необходимость дальнейших преобразований.
Так, в его книге «Взгляд на дела России» (1862) следует отметить предложение о введении местного самоуправления. По его мнению, «уездный совет» должен был состоять по крайней мере из 25 человек от «землевладельческих сословий», то есть дворян, крестьян и др.; собрания этого совета должны быть временные, периодические, раза два в год, а для постоянной работы он избирает нескольких членов, например трёх. В подобный же губернский совет автор допускает и небольшое число представителей от купцов и мещан. Этим местным выборным учреждениям должны быть предоставлены раскладка земских повинностей, заведование путями сообщений, устройство школ и вообще забота о местных нуждах, связанных с благосостоянием народных масс. Указав на необходимость и других реформ, Тургенев предлагает поручить подготовку их комиссиям, составленным по примеру редакционных комиссий, выработавших проект крестьянской реформы, то есть из лиц и не состоящих на государственной службе.
В книге «Чего желать для России» Тургенев честно признает, что жизнь во многих отношениях опередила его проекты. Так, относительно крестьянской реформы он говорит, что если бы ограничились малыми земельными наделами, то это не соответствовало бы желаниям крестьян. «Находя, что достаточное количество земли не только обеспечивает крестьянина в его быту, но даёт ему какое-то чувство — может быть, только призрак — самостоятельности, близкой к независимости, мы убеждаемся, что метод освобождения с большими наделами землёй был лучшим и для крестьян, и для государства, несмотря на тяжести, кои он возложил на… класс земледельческий, несмотря на продолжительность времени, в которое крестьяне будут нести тяжкое бремя. По всему, что мы видим, можно заключить, что крестьяне прежде и более всего желали и желают иметь землю, сохранить за собою вообще те наделы, коими они пользовались; очевидно также, что для сего они готовы платить выкупной оброк», хотя бы он «был тяжел для них». Этого достаточно, чтобы «предпочесть метод освобождения с землёй, принятый Положением 19 февраля, тому, который мы предлагали». Но вместе с тем автор скорбит, что «совершение святого дела освобождения не обошлось без крови, без жертв. Для водворения свободы прибегали иногда к тем же средствам, какие употреблялись для введения военных поселений; против недоумевающих, шумящих мужиков были иногда принимаемы такие меры, кои могут быть только извинительны против заявленных врагов и мятежников». Относительно закона о земстве Тургенев делает некоторые замечания, но всё-таки он находит, что наше земское самоуправление отличается настоящим, истинным характером этого рода учреждений. Что касается судоустройства и судопроизводства, то основные начала гласности, суда присяжных, полного преобразования следственного порядка в делах уголовных нашли, по мнению Тургенева, «великолепное приложение и развитие в новом устройстве судов и судопроизводства», но он уже замечает отдельные печальные явления и в мире судебном, а также скорбит о возможности в России «подсудности частных лиц, не в осадном положении живущих, суду военному, осуждающему на расстреляние». Довершить дело реформ, по мнению Тургенева, можно было только одним способом: созванием земского собора с предоставлением ему всех прав, обыкновенно принадлежащих законодательным собраниям, и, между прочим, права инициативы. Автор полагает, что долго, очень долго земский собор будет только совещательным собранием, но очень важно уже то, что созвание его обеспечит полную гласность. «Со всех концов России» соберутся «400 или 500 человек, избранных всем народом, всеми сословиями, в соразмерности значения их не только интеллектуального или нравственного», но и численного. Таким образом, относительно распространении избирательных прав новейший план Тургенева шире и демократичнее его предложений в книге «La Russie et les Russes». Но, с другой стороны, продолжая держаться мнения о необходимости одной палаты, Т. считает возможным, чтобы правительство предоставило себе назначение, по своему усмотрению, известного числа членов собора, например 1/4 или 1/5 части всех представителей; таким образом, поясняет он, консервативный элемент, которого другие государства ищут в высших законодательных собраниях, будет включён в состав самого земского собора. Учреждение земского собора, в котором должны найти место и депутаты от Польши, послужит к окончательному и справедливому решению и польского вопроса.

## Семья
Жена (с 1833 в Женеве) — итальянка Клара де Виарис (2.12.1814 — 13.12.1891), дочь барона Гастона Виариса. Дети:
- Фанни (1835—1890).
- Альберт (Александр, 1843—1892) — художник и историк искусства.
- Пётр (1853—1912) — скульптор.

Братья:
- Александр (1784—1845) — общественный деятель, археограф и литератор, друг А. С. Пушкина.
- Сергей (1792—1827) — дипломат
- Андрей (1781—1803) — поэт, писатель.

## Сочинения
- Опыт теории налогов — СПб. : В типографии Н. Греча, 1818. — [4], X, XIII, [1], 368, [4] с.
- Взгляд на дела России — Leipzig, 1862. — 265 с.
- Декабрист Н.И. Тургенев. Письма к брату С.И. Тургеневу. — М.—Л.: Издательство АН СССР, 1936. — 600 с. — (Литературный архив).